# Deux Français sur trois
 (août 2020).
Deux Français sur trois est le titre d'un essai politique de Valéry Giscard d'Estaing, paru aux éditions Flammarion en 1984.

## Contenu
Dans cet essai, l'auteur, ancien président de la République française, tire de son expérience quelques réflexions et propositions pour le futur de son pays. L'auteur souhaite s'adresser à une majorité de Français, d'où le titre de l'essai.